# Thibaudia yungensis
Thibaudia yungensis är en ljungväxtart som beskrevs av Luteyn och Pedraza. Thibaudia yungensis ingår i släktet Thibaudia och familjen ljungväxter. Inga underarter finns listade i Catalogue of Life.